# Artificial Intelligence (compilation)
Artificial Intelligence è una raccolta pubblicata nel 1992 dalla Warp Records.

## Il disco
La musica dell'album presenta un tempo rallentato rispetto alla techno da ballo in voga nei primi anni novanta, e attinge le sue influenze dai pionieri techno di Detroit e dall'ambient house degli Orb e dei KLF oltre che dai Pink Floyd e a quella dei Kraftwerk (dei quali appare l'immagine di due loro album nella copertina del disco, il terzo album che appare è Pioneers of the Hypnotic Groove Collection). Secondo le intenzioni della Warp, Artificial Intelligence sarebbe il "primo di una serie di album da ascoltare." La compilation viene riconosciuta all'unanimità come il manifesto dei generi IDM e ambient techno e viene ritenuta responsabile di aver lanciato alcuni fra quelli che sono diventati entro pochi anni i principali artisti della stilistica fra cui Aphex Twin, The Black Dog, Autechre e B12, molti dei quali appaiono nei crediti dell'album con alias differenti.

## Copertina
Sulla copertina del disco è raffigurato un robot seduto su una poltrona intento ad ascoltare musica mentre tiene un grosso spinello nella mano sinistra. Tra gli oggetti sparsi nella stanza in cui si trova vi sono una lattina di birra giapponese e gli album Autobahn dei Kraftwerk e Dark Side of the Moon dei Pink Floyd.

## Accoglienza
L'album è stato spesso apprezzato dalla critica e ha ricevuto giudizi entusiasti da parte di siti come Pitchfork e AllMusic. Quest'ultimo ha assegnato all'album il massimo dei voti e sostiene che «sarebbe un ottimo punto di partenza per chi volesse approfondire il genere». Secondo il Guardian, Artificial Intelligence avrebbe lanciato la musica elettronica "da ascoltare in salotto", ma avrebbe anche «generato un'ondata di snobismo intorno alla cosiddetta 'musica dance intelligente'». Anche Simon Reynolds ha espresso un giudizio negativo sostenendo che «ascoltando oggi Artificial Intelligence è difficile immaginare come tale album abbia avuto un simile impatto».

## Tracce
1. Polygon Window – 5:12 (The Dice Man)
2. Telefone 529 – 4:11 (Musicology)
3. Crystel – 4:38 (Autechre)
4. The Clean – 5:08 (I.A.O.)
5. De-Orbit – 6:13 (Speedy J)
6. Premonition – 4:04 (Musicology)
7. Siritual High – 7:43 (Up!)
8. The Egg – 7:32 (Autechre)
9. Fill 3 – 3:42 (Speedy J)
10. Loving You Live – 4:01 (Dr Alex Paterson)